# جاسوس سامورایی
جاسوس سامورایی (به ژاپنی: 異聞猿飛佐助 Ibun Sarutobi Sasuke) فیلمی در ژانر رمانتیک و درام به کارگردانی ماساهیرو شینودا است که در سال ۱۹۶۵ اکران شد. از بازیگران آن می‌توان به کوجی تاکاهاشی اشاره کرد.